# Ichneumon chasmiops
Ichneumon chasmiops là một loài tò vò trong họ Ichneumonidae.